# 얼음과 불의 노래의 세계
이 문서는 조지 R. R. 마틴의 판타지 소설 《얼음과 불의 노래》(이하 《얼불노》)의 배경이 되는 가상 세계를 다룬다.
《얼불노》의 세계는 여러 개의 대륙으로 나눠져 있지만, 대부분의 이야기는 칠왕국이 위치해 있는 웨스테로스(Westeros) 대륙에서 진행된다. 칠왕국은 북부, 강철군도, 베일, 웨스터랜드, 스톰랜드, 리치, 도른으로 구성된다. 웨스테로스의 북부에는 얼음과 마법으로 지어진 거대한 장벽이 건설돼 있으며, 장벽 너머는 잘 알려져 있지 않다.
협해(Narrow Sea) 건너 웨스테로스 동부에는 에소스(Essos) 대륙이 위치해 있다. 웨스테로스와 가장 가까운 지역은 자유 도시(Free Cities)들로 불리는 일련의 도시국가들이다. 이들은 에소스 대륙의 서부 해안에 주로 소재해 있다. 에소스 대륙의 남쪽 해안선에는 과거 발리리아의 폐허가 있다.
에소스의 남쪽에는 소토리오스, 울토스 대륙이 있으나, 《얼불노》의 세계관에서는 이들에 대해 알려진 것이 거의 없다.

## 각 대륙과 역사
《얼불노》의 세계는 J. R. R. 톨킨의 중간계와 같은 가상 세계다. 또한 《얼불노》 세계의 인물들은 마법과 같은 초자연적 현상을 더 이상 믿지 않는 시대를 살고 있다.

### 웨스테로스
웨스테로스는 《얼불노》 이야기의 대부분이 진행되는 곳이다. 웨스테로스의 크기는 대략 남아메리카 대륙과 비슷하며, 극북쪽은 아직 많이 알려지지 않았다. 웨스테로스의 기후는 현실 세계와 달리 특정 계절이 몇해간 지속된다. 《얼불노》 1부의 시작을 기준으로 볼 때 웨스테로스는 10년간 이어지는 여름을 겪고 있으며, 비슷한 기간의 길고 거친 겨울이 올 것이 예상되고 있다.
《얼불노》의 시작을 기준으로, 장벽 남부의 웨스테로스인들은 한 왕의 통치하는 왕국에 살고 있다. 또한 장벽 남부는 9개의 지역으로 구분되며, 각 지역을 통치하는 대영주 가문이 있다. 다시 대영주 가문 아래에는 여러 개의 소영주 가문과 기사들이 존재한다. 이는 마틴이 유럽의 중세 역사에서 따온 것이다.
웨스테로스의 첫 거주민은 숲의 아이들(Children of the Forest)이라 불리는 존재들이었다. 이들은 자연을 숭배하는 신비한 종족으로, 자신이 섬기는 신의 얼굴을 위어우드(weirwood) 나무에 새긴다.
《얼불노》 시작 시점에서 1만 2000년 전, 최초인(First Men)이 에소스에서 건너와 웨스테로스에 정착한다. 이들은 땅을 경작하는 민족으로, 숲의 아이들과의 전쟁이 시작된다. 전쟁은 '조약'(The Pact)로 종결되고, '영웅의 시대'가 시작된다. 이 기간동안 최초인들은 숲의 아이들의 자연신들을 받아들이고, 훗날 이 신들은 '옛 신'(Old gods)으로 불리게 된다.
《얼불노》 시작 시점에서 8000년 전, 수수께끼의 존재인 아더(Others)가 대륙의 극북단에서 나타난다. 아더스의 출현과 더불어 수십년간 겨울이 이어진다('긴 밤'(Long Night)). 숲의 아이들과 최초인들은 결국 아더를 물리치고, 아더의 귀환을 방지하기 위해 대륙 극북단에 장벽을 쌓는다.
《얼불노》 시작 시점에서 6000년 전, 안달인들이 에소스에서 건너와 웨스테로스를 침략한다. 안달인들은 웨스테로스에 일곱 신 신앙, 철기, 쓰기를 도입하고, 북부를 제외한 웨스테로스 전역을 장악한다. 이를 계기로 숲의 아이들은 자취를 감추고, 웨스테로스에는 7개의 왕국에 성립된다. 북부, 강철군도, 베일, 웨스터랜드, 스톰랜드, 리치, 도른. 7왕국은 오랫 동안 전쟁을 이어왔지만 특정 왕국이 오랫동안 지배력을 행사하진 못했다.
《얼불노》 시작 시점에서 300년 전, 정복자 아에곤과 그의 두 자매가 드래곤스톤에서 웨스테로스를 침략했다. 그들이 첫 발을 디딘 곳은 이후 킹스랜딩(King's Landing)으로 불리게 된다. 타르가르옌 가문은 강력한 드래곤의 힘을 통해 7왕국 중 도른을 제외한 6개의 왕국을 정복했다. 도른은 독립을 유지했지만 200년 이후 정략결혼을 통해 타르가르옌 가문의 산하로 들어오게 된다. 타르가르옌 가문은 패배자들의 칼을 모아 드래곤의 불로 녹여 철왕좌(Iron Throne)을 만들었다. 타르가르옌 가문은 킹스랜딩을 수도로 삼고 300년 가까이 웨스테로스를 통치했지만, 《얼불노》 시작 시점 이전에 로버트 바라테온의 반란으로 쫓겨난 상태다.

### 에소스
에소스는 웨스테로스 동남쪽에 위치한 대륙으로, 웨스테로스 사이에 협해(Narrow Sea)가 위치해 있다. 에소스는 대략 유라시아의 크기로 알려져 있다.
에소스의 지형과 기후는 지역에 따라 다양하다. 에소스의 서부 해안선 지역은 숲과 구릉지대, 섬들로 구성돼 있다. 에소스의 중부 지역은 도트라키 바다로 알려진 평평한 초원지대가 있으며, 동쪽에는 붉은 황무지가 있다. 붉은 황무지에는 콰스가 있다.
에소스의 남부는 건조한 구릉지대로, 지중해성 기후와 비슷하다. 해안선을 따라 여름해와 노예상의 만이 위치해 있다. 여름해 남쪽에는 미지의 영역이자 정글로 구성된 소토리오스(Sothoryos) 대륙이 있다. 에소스의 북부 해안은 쉬버링 시(Shivering Sea)와 맞닿아 있다.

### 소토리오스
에소스의 남쪽에는 소토리오스 대륙이 있다. 소설에서는 소토로스(Sothoros)로 나오기도 한다. 소토리오스에 대해 마틴은 "남부 대륙으로, 대략 아프리카와 비슷하다. 밀림 지대이며, 전염병이 돌아다니며, 대체로 전인미답의 지역"이라고 설명했다.

### 울토스
얼음과 불의 노래의 설정에만 등장하는 미지의 지역.
에소스 극동 쉐도우랜드의 아샤이 남쪽의 사프론 해협 밑에 있으며, 위에는 울로스라는 섬이 있다. 어두운 숲과 정글로 이루어져 있는 듯 하다.
웨스테로스에는 구체적인 정보가 알려져 있지 않으며 대륙인 것인지, 섬인지, 아니면 소토리오스나 에소스의 일부인지도 알 수 없다. 최소한 대 모라크 섬만큼은 큰 땅인 것은 확실하다.
설정집에서만 언급이 되어있고 아직 소설이나 드라마에선 언급되지 않았으며 아마 등장할 일이 없을 듯. GRRM 왈 웨스테로스인들은 콰스 너머 동쪽으로는 잘 아는 것이 없다는 것을 설명하기 위해 집어넣었다고 한다. 작가는 이 대륙의 모습을 독자들의 상상에 맡기는 듯.

### 지도
조지 마틴은 얼불노의 1부인 '왕좌의 게임'에 2부의 웨스테로스 지도를 첨부했다. 새 책이 나올 때마다 조금씩 지도가 추가됐다.
TV판인 '왕좌의 게임' 타이틀 시퀀스에서 얼불노 전체 세계지도를 볼 수 있다.

## 북부
북부(The North)는 웨스테로스의 북부 지역으로, 대영주 가문은 윈터펠의 스타크 가문이다. 북부는 7왕국 중 나머지 6왕국을 합친 정도로 크지만, 인구밀도는 낮은 편이다. 마틴은 북부를 스코틀랜드와 비교하기도 했다.
북부는 계절과 관계 없이 항상 눈이 올 정도로 추운 기후다. 북부의 북쪽 경계선은 '새로운 선물'(New Gift) 지역으로, 동서로 200 km가량 거리가 된다. 나이츠 워치(Night's Watch)가 장벽을 지키고 있다. 북부의 남쪽 경계는 '목'(Neck)이라 불리는 늪지대 지협이다. 이곳에는 늪지대에 거주하는 크래노그인(crannogmen)들이 산다. 그레이워터 워치(Greywater Watch)의 리드 가문(House Reed)이 목 지역을 지배하고 있다. 그레이워터 워치의 북동부에는 번영하는 항구인 화이트 하버(White Harbor)가 있다.
북부의 귀족 가문에서 사생아가 태어날 경우, 스노우(Snow)라는 성을 받는다.

### 윈터펠
윈터펠(Winterfell)은 스타크 가문이 대대로 물려받은 성이다. 윈터펠은 자연 온천지대 위에 건립되었으며, 성벽을 따라 따뜻한 물이 흘러 방을 덥혀준다. 신의 숲(goodswood) 내부에는 따뜻한 물이 모이는 풀(pool)이 몇 개 있다. 또한 온천은 땅이 얼지 않도록 해준다. 윈터펠 성 깊숙히에는 지하 묘지가 있다. 이곳에는 스타크 가문의 과거 인물들이 매장되어 있다. 매장된 이의 발 밑에는 다이어울프(direwolf) 상이 놓여 있고, 손에는 칼이 쥐어져 있다. 묘지에 매장된 이들은 정복자 에이건과 안달인의 상륙 이전부터 북부를 다스렸던 겨울의 왕(Kings of Winter)까지 거슬러 올라간다.
TV판에서는 북아일랜드의 와드 성(Castle Ward)의 안마당과 던 성의 외곽이 윈터펠 성을 묘사하는데 사용됐다. 윈터펠의 신의 숲, 마당, 와인창고 등은 북아일랜드의 세인트필드의 것을 따왔다. TV판 시즌1 첫 에피소드에 스타크 일가가 다이어울프를 찾는 장면은 톨리모어 숲에서 촬영했고, 네드 스타크가 탈영자를 처영하는 장면은 칸캐슬(Carncastle)에서 찍었다. 윈터펠 성의 내부(탑, 침실, 대연회장 등)는 벨페스트의 페인트 홀 스튜디오에서 촬영됐다. 세트 디자이너 젬마 잭슨은 "윈터펠은 스코틀랜드 성을 기초로 했다"고 말했다.

### 화이트하버
북부의 항구 도시로 맨더리 가문이 통치하고 있다. 칠왕국 5대 도시 중 가장 작다. 그래도 인구는 적어도 1만에서 10만가량으로 북부에서 가장 북적이는 곳.
위치가 평야이고 비옥한 땅을 가지고 있어 북부에서 가장 많은 식량 생산력을 자랑하는 데다 추가로 항구 도시인 화이트 하버는 무역선이 많이 들어와 상업 거래가 활발하여 북부에서 가장 부유하고 번성한 도시이다.
칠신교의 영향력이 큰 곳이다. 곳곳에 셉트가 세워져 있고, 북부 출신 셉톤들이 배출되고, 맨더리 가문과 그 휘하의 소귀족들은 기사 서임도 하고 있다.

### 장벽
장벽은 칠왕국의 북부 경계에 만들어진 거대 건축물로, 돌과 얼음, 마법으로 지은 것으로 알려져 있다. 장벽을 지키는 이들은 나이츠 워치라 부르며, 장벽 너머의 위협으로부터 왕국을 지키는 임무를 맡고 있다. 장벽은 조지 마틴이 하드리아누스 방벽을 방문한 것에서 영감을 따 왔다. 하드리아누스 방벽은 잉글랜드 북부와 스코틀랜드 경계선 근처에 있는 장벽이다. 마틴은 언덕 위에서 방벽을 둘러보면서 로마 백인대장이나 지중해에 있는 로마 제국 사람들이 과연 북쪽으로부터 어떤 위협이 올 것인지 알기는 했을지 궁금했다고 한다. 훗날 마틴은 이 강렬한 체험을 계기로 "세상의 끝을 지키는 사람들의 이야기를 쓰고 싶었다"며, 결국 "북부의 (위협은) 스코틀랜드인이나 픽트인보다 훨씬 무서울 것"이라고 말했다.
마틴은 판타지 장르의 특성에 따라 장벽의 크기, 길이와 마법적인 본질을 추가했다. 존 스노우 관련 챕터에 따르면, 장벽의 길이는 약 480km에 달하며, 높이는 일반적으로 210m가량이다. 기반석이 큰 지역의 경우 270m에 달하는 경우도 있다. 장벽의 위에는 충분히넓은 공간이 있어 10명의 말탄 기사들이 나란히 서 있을 수 있으며, 장벽의 문들은 얼음을 통과하는 터널과 같다.
소설 속의 전설에 따르면 최초인 중 한 명인 건설자 브랜든(Brandon the Builder)이 거인들의 도움을 받아 얼불노의 시작 시점에서 약 8000년 전에 장벽을 지었다고 한다. 그때부터 장벽은 나이츠워치에 의해 유지되어 왔다. 나이츠워치의 임무는 처음에는 인간 왕국의 위협이 되는 장벽 너머의 존재인 아더(Others)를 막는 것이었다. 나중에는 장벽 너머의 인간들인 야인들의 습격을 막아 왔다. 나이츠워치에게는 '선물'이라 불리는 땅이 지급됐다. '선물'은 장벽으로부터 남쪽으로 50리그(약 240 km)까지 뻗어 있으며, 수천년 전 영구적으로 지급된 것이다. 1부인 '왕좌의 게임'에 따르면, 장벽을 따라 19개의 성이 건설되어 있지만, 그 중 3곳에서만 사람들이 실제로 지키고 있다. 캐슬 블랙(Castle Black)에는 600명이, 섀도우 타워(Shadow Tower)와 해안가의 이스트워치(Eastwatch-by-the-Sea)에는 각각 200명이 지키고 있다. 캐슬 블랙의 일부분은 폐허로 남아 있다.
TV판에서 장벽과 캐슬 블랙은 북아일랜드 벨파스트 인근의 마게라몬(Magheramorne)에서 촬영했다. 장벽 위쪽의 공간은 페인트 홀 스튜디오에서 찍었다. 캐슬 블랙에는 안마당과 갈가마귀 둥지(ravenry), 식당, 병영이 있다. 또한 채석장의 돌들로 얼음 장벽의 기초를 다졌다. 순찰대원이 장벽 위로 올라갈 수 있도록 엘리베이터가 설치되어 있기도 하다.

### 장벽 너머
2부 왕들의 전쟁에는 장벽 너머에서 진행되는 이야기가 포함돼 있다. TV판에서는 아이슬란드가 장벽 너머의 촬영지였다. 조지 마틴은 장벽 너머의 땅에 대해 "아이슬란드보단 상당히 클 것이고, 아마도 그린랜드보다도 클 것이다. 또한 장벽 인근 지역에는 나무로 빽빽히 들어차 있고, 이런 점에서 보면 허드슨만이나 미시간 북부에 있는 캐나다의 숲과 더 비슷하다. 만약 당신이 더 북쪽으로 가면 (풍경이) 달라진다. 툰드라와 빙원 지대가 나타나고 더욱더 극지방 환경처럼 바뀐다. 한쪽에는 평원 지대가 있고, 또다른 쪽에는 엄청 높은 산악 지대가 나온다. 다시 한번 말하지만 이것은 판타지고, 내가 만든 산들은 히말라야산맥과 더 비슷하다"고 설명했다.
TV판 시즌1에서 HBO 팀은 인공 눈으로 장식할 수 있는 장소에서 촬영했다. 하지만 시즌2에서는 좀더 넓은 지역에서 촬영했다. 프로스트팽(Frostfang)이나 최초인의 주먹(FIst ofthe First Men)은 아이슬란드 남부의 스카프타펠(Skaftafell), 비크이뮈르달 등지에서 찍었다.

## 강철 군도
강철 군도(Iron Islands)는 웨스테로스 대륙 서쪽 강철인의 만에 있는 섬들을 뜻한다. 주요 섬들은 파이크(Pyke), 그레이트 윅(Great Wyk), 올드 윅(Old Wyk), 할로우(Harlaw), 솔트클리프(Saltcliffe), 블랙타이드(Blacktyde), 오크몬트(Orkmont)이다. 파이크의 그레이조이 가문이 지배하고 있으며, 군도는 불모지로 묘사된다. 강철 군도의 기후는 바람이 심하며 춥고 습하다. 강철군도의 주민들은 강철인(Ironmen)으로 알려져 있으며, 스스로는 강철태생(Ironborn)으로 부른다. 강철 군도의 사생아에게는 파이크(Pyke)라는 성이 주어진다.
강철인들은 난폭한 습격으로 악명이 높아 '바다의 공포'로 알려져 있다. 또한 강철인들은 익사한 신(Drowned God)을 믿는다. 1부 '왕좌의 게임'의 부록에 따르면, 강철인들은 한때 리버랜드와 웨스테로스 서부 해안가의 대부분을 지배했다. 하지만 정복자 아에곤은 검은 하렌(Black Harren)의 혈통을 끊고 그레이조이 가문을 강철인의 새 지배자로 선택했다.

### 파이크
파이크는 그레이조이 가문의 본거지다. TV판에서 파이크 항은 북아일랜드 앤트림주의 발린토이 항(Ballintoy Harbour)에서 촬영했다. 책에서 파이크의 성은 파이크 섬의 바위로 된 반도 끝에 건설돼 있었다. 하지만 계속된 파도의 침식작용으로 바위가 많이 깎여나가 파이크의 본성은 섬의 안쪽에 위치하고 있다. 섬의 가장자리에는 로즈포트(Lordsport)라는 마을이 있으며, 보틀리 가문이 지배하고 있다. 그레이조이의 반란 동안 로즈포트와 보틀리의 요새는 로버트 바라테온에 의해 파괴되고, 파이크도 로버트의 군대에 장악된다. 그레이조이 반란 몇년 후인 소설의 시작 시점에서 로즈포트는 다시 건설됐다.

## 리버랜드
웨스테로스의 주요 지역 중 하나로, 리버런의 툴리 가문이 다스리는 지방이다. 강철 군도의 지배 당시에는 "군도와 강의 왕국(Kingdom of the Isles and Rivers)"에 속했다.
웨스테로스의 중부쯤에 해당하는 지역인데, 트라이던트 강(삼지창 강)과 그에 속한 숱하게 많은 지류가 이 지역의 중심으로 흐르기에 리버랜드로 불린다. 트라이던트라는 별칭으로도 자주 불린다.
강을 껴서 풍요롭지만 옛날부터 전란과 내분으로 고생하는 지역이다. 역사적인 모델은 네덜란드와 독일의 라인란트로 보인다.

### 하렌홀
얼음과 불의 노래에 나오는 성. 리버랜드의 웨스테로스에서 가장 큰 호수인 신의 눈 호수(Gods Eye)의 북쪽 수변에 있다.
하렌할은 왕국 전체에 비교 대상이 없을만큼 가장 크고 넓으며 튼튼한 성이고, 까마득히 높은 탑이 다섯 개나 있다. 주변의 영지도 비옥한 말 그대로 금싸라기 땅이지만 성을 차지했던 주인들의 말로는 좋지 않다.

### 리버런
툴리 가문의 본성. 리버랜드(Riverlands)를 다스리는 대영주의 거성답게 강과 관련된 독특한 구조를 지니고 있다.
텀블스톤 강과 트라이덴트 강의 지류인 레드포크 강이 합류하는 지점에 사암으로 지어져 있다. 그래서 성의 평면이 삼각형으로 되어 있다. 강과 접하지 않은 면에도 해자를 파 놓았으며 비상시 수문을 열면 모든 성벽이 강으로 둘러싸인 철옹성이 된다. 강과 해자 덕분에 공성측은 진영을 세 곳에 분산시켜야만 완전한 포위가 가능해지며, 작중에서 이렇게 전력을 분산시켜 놓았다가 공성군이 구원군에게 기습당해 크게 패하게 된다.
성 안에도 강이 흐르고, 배를 탄 상태에서도 성을 출입할 수 있으며, 내부에 나루터도 있다.

### 트윈즈
프레이 가문의 본성. 지역 자체는 크로싱(Crossing)이라고 부른다.
트라이던트 강에서 갈라져 나오는 그린포크 강 상류의 교통의 요지에 위치해 있으며, 넥과 가깝다. 양안에 똑같이 생긴 성 두 개를 쌓고 거대한 다리로 둘을 이어 놓았으며, 다리 가운데에는 탑 하나가 있다.
프레이 가문의 선조는 일찍이 가능성을 보고 여기에 다리를 세웠으며, 이곳에서 통행세를 거두어 리버랜드에서는 1,2위를 다투는 부유한 가문으로 성장했다.
훗날 피의 결혼식이 일어난 장소이기도 하다.

## 베일

### 이어리
베일(얼음과 불의 노래)을 다스리는 아린 가문의 본성. 아린의 계곡 모퉁이의 산 중턱에 세워져 있다. 참고로 이어리는 '둥지'라는 뜻. 모델은 노이슈반슈타인 성.

### 걸타운
베일(얼음과 불의 노래)의 항구 도시. 칠왕국에서 4번째로 큰 도시로 그래프튼 가문이 다스리고 있다.
옛날부터 브라보스 등 자유도시들과의 무역으로 번성하고 있는 곳. 특히 겨울이 되면 무역으로 베일 전체를 먹여살린다고 한다.
안달족이 웨스테로스를 침략하기 전부터 있었던 도시로, 안달족의 침공 이전에는 셰트 가문이 다스렸다. 셰트 가문의 마지막 왕 오스굿 3세는, 청동왕을 칭하며 강성한 세력을 자랑하던 계곡의 최강자 로이스 가문에 대항키 위해 그래프튼 가문과 접촉하여 동맹을 맺었지만, 이 동맹은 제롤드 그래프튼 경이라고 하는 전설적인 안달인 군벌의 배신으로 동맹이 깨져버리고 걸타운도 안달족의 손아귀에 넘어가고 말았다.
아에곤의 정복 당시 이곳 앞바다에서 해전이 벌어졌으며, 로버트의 반란 때는 충성파가 여기서 농성을 벌였다. 한때 피터 베일리쉬가 이곳의 세관에서 일했다. 작중에서의 비중은 별로 없다.
아린 가문의 분가가 있지만, 상인들과 결혼하길 선택했기에 부유하지만 가족 취급을 받지 못해 상속권이 없다.

## 웨스터랜드

### 캐스털리 락
웨스터랜드를 다스리는 라니스터 가문(그리고 과거 캐스털리 가문)의 본성.
수도 라니스포트 1-2km 옆에 지브롤터의 바위를 연상시키는 거대한 바위언덕이 있는데, 그 바위를 파고 구조물을 세워서 성을 만들었다. 멀리서 보면 앉아 있는 사자랑 비슷하게 보인다고 한다. 바위의 높이는 장벽이나 하이타워의 세 배 정도이며, 길이는 거의 2리그가 된다고 하니 최소한 4~5km, 아마 10km 정도는 된다고 할 수 있다. 웬만한 도시 하나가 들어가는 크기이다.

### 라니스포트
웨스터랜드의 대도시. 칠왕국에서 킹스랜딩과 올드타운 다음인 3번째로 큰 도시다. 1마일 근처에 캐스털리 록이 있다.
부유한 항구 도시로, 근처에 금이 많이 나온다. 성벽으로 둘러싸여 있다. 이곳의 도시 경비대는 킹스 랜딩과 올드타운의 도시 경비대보다 훨씬 잘 훈련받는다고 한다.
본가인 캐스털리 록의 라니스터 가문의 분가 가문인 '라니스포트의 라니스터 가문'이 관리하며, 옛날에 캐스털리 록에 사는 라니스터 가문 일원들의 숫자가 많아지자 따로 떨어져 나와서 분가를 세운 것이 이 도시의 유래라고 한다. 다만 비중이 없는 걸 보아 분가 사람들이 관리를 하고 있다 해도 명목상이나 그렇고 실질적으로는 타이윈 라니스터의 전령 역할이나 했을 것이다. 실제로 라니스포트의 라니스터 가문이 작중 등장한 것은 미르셀라 바라테온의 시녀로 한 명 있다고 언급되는 것 외엔 몇 없다. 그 외에는 라니스 가문, 라네트 가문, 란텔 가문 등의 분가가 살고 있다고 한다.
강철 군도와 가까운 편이기 때문에 종종 약탈을 당하기도 했다. 용들의 춤에서 흑색파 편을 든 달튼 그레이조이에게 털렸고, 그레이조이 반란에서는 강철 군도의 함대가 이곳 배들을 기습해 모조리 불태우며 시작을 알렸다. 그래서 라니스터 가문은 엄청난 재력을 가지고도 함대가 없어서 스타니스 바라테온과 전쟁할 때 리치 지역 레드와인 가문의 레드와인 함대를 대신 동원하였다.
반란이 진압된 후에는 기념으로 여기에서 마상 시합이 벌어졌고, 조라 모르몬트가 우승했다.

## 리치

### 올드타운
칠왕국에서 가장 오래된 도시이자 둘째로 큰 도시. 리치 남서쪽에 위치해 있으며 영주는 하이타워 가문.
오랜 역사 만큼이나 중요성도 남다른 도시로, 칠신교(세븐)의 중심지였고, 마에스터의 총본산이자 교육 기관인 시타델이 있다. 칠신교의 수장 지위는 킹스랜딩으로 옮겨갔지만 마에스터는 여전히 올드타운에서 육성되고 있다. 도시 중앙에 위치한 탑은 등대이자 하이타워 가문의 거성인 하이타워로, 까마득한 높이로 유명하다. 모델은 파리와 알렉산드리아(이집트)로 보인다.
도시 자체는 킹스 랜딩보다 훨씬 깔끔하고 덜 복잡하다고 한다.

### 하이가든
리치(얼음과 불의 노래)를 다스리는 티렐 가문의 본성으로, 과거 가드너 가문의 본성이기도 했다.
가드너 가문의 시조인 가스 가드너 때부터 있었던 성으로, 리치의 젖줄인 맨더 강 옆 언덕에 세워져 있으며 아린 가문의 이어리와 함께 웨스테로스에서 가장 아름다운 성으로 손꼽힌다.
층층으로 설계되어 있고 분수, 그늘진 앞마당, 대리석 열주, 미로 정원 등으로 장식되어 있다. 또 바깥에는 꽃밭이 펼쳐져 있고, 과일을 생산하고 있다. 또 궁정은 음악가, 가수, 시인들로 가득하다고 한다.

## 스톰랜드

### 스톰즈 엔드
바라테온 가문, 과거 듀랜든 가문의 본성. 스톰랜드의 끝자락에 있다.
20미터나 되는 엄청나게 두꺼운 벽이 특징으로, 웨스테로스에서 가장 견고한 성 중 하나로 알려져 있다. 가운데에는 또 엄청나게 큰 탑이 있다.
전설에 따르면 폭풍왕 듀란이 바다신과 바람신의 딸과 결혼했는데 그 결혼을 마음에 들어하지 않은 두 신이 듀란의 성을 폭풍으로 무너뜨렸고, 듀란은 성을 잃고 다시 세우기를 반복한 끝에 폭풍을 견뎌내는 성을 건설했다고 한다. 그렇게 완성된 성이 남부 최고의 요새로 평가받는 스톰즈 엔드라고 한다. 전설에 따르면 건축왕 브랜든의 도움을 받아 세웠다고 한다.
멜리산드레가 성 안의 사람을 저주하려 했지만, 성벽의 마법적 보호를 못 뚫고 다보스 시워스의 도움을 받아 성벽 밑으로 들어가서야 비로소 저주에 성공한 것으로 보아 건설 당시 마법을 사용했단 소문은 정말일 듯하다.

## 크라운랜드

### 드래곤스톤
발리리아인들이 자신들의 영토 가장 서쪽에 만든 요새.
발리리아인들은 돌을 진흙처럼 주무르는 마법을 쓸 수 있어서 요새가 무서워 보이라고 드래곤의 모습을 본따 지었으며, 더 나아가 성벽에 수많은 괴물들을 조각해 두었다. 재료인 드래곤스톤의 내구성은 강철이나 다이아몬드보다도 단단하다고 한다.
화산섬이라 그런지 지하 감옥은 지열로 뜨겁다고 한다. 지하로 내려갈수록 더워진다고.

### 킹스랜딩
칠왕국의 수도이자 가장 큰 도시. 국왕령의 일부분이다. 인구는 50만 정도로 추측된다.
아에곤과 누이들의 이름을 딴 세개의 언덕이 특징. 각각 왕궁인 레드 킵, 바엘로르의 대셉트, 드래곤핏이 위에 있다.
거대한 항구도시라 왕국의 다른 지역들과 협해 너머 에소스 대륙의 자유도시들과의 무역이 활발하다. 하지만 본거지 국왕령이 척박한 곳이다보니 식량 자급은 제대로 못하며 보통 외부에서 수입으로 해결한다. 칠왕국 5대 도시 중 인구가 가장 많지만 역사도 제일 짧다. 그만큼 다른 도시들보다 복잡하고 지저분하며 슬럼가가 크게 형성되어있기도 하다.
킹스랜딩 도시경비대가 방어 및 치안 유지를 담당하고 있다. 하지만 킹스랜딩 도시경비대는 고작 수천에 불과하여 수도를 방어하는 것이 힘들다보니 현재는 실질적으론 라니스터 가문과 티렐 가문의 군대가 방어를 담당한다.
여러 사람들 사이에는 온갖 거짓말과 중상모략이 난무하는 곳이라는 인식이 강하다. 나이트 워치인 마에스터 아에몬 타르가르옌은 거짓말을 간파하는 능력이라도 있냐는 질문에 자신은 킹스 랜딩에서 자랐다며 짤막하게나마 평했다. 피터 베일리쉬가 산사 스타크에게 '수도는 모두 거짓말 하는 곳'이라는 말을 한 적도 있다.
드라마 왕좌의 게임에서는 시즌 1에서는 몰타에서 찍고 시즌 2부터는 크로아티아의 두브로브니크에서 주로 찍었다.

## 도른

### 선스피어
도른의 수도이자 마르텔 가문의 본성. 도른의 끝자리에 위치해 있다.
선스피어 성은 원래는 배처럼 생긴 샌드쉽(Sandship)이라는 성이었는데 거기에 개조와 추가 공사를 걸치면서 지금에 이르렀다. 전형적인 중동풍 궁전. 창의 탑과 해의 탑이 특징이다.
약 천년전 로인족의 전사여왕 니메리아가 발리리아의 정복을 피하기 위해 이곳에 수만명의 피난민들을 이끌고 왔고 이후 마르텔 가문은 도른을 통일하게 된다.

## 자유도시

### 브라보스
에소스 서부의 아홉 자유도시중 하나로, 볼란티스와 함께 가장 강력한 자유도시.
여러 개의 섬으로 이루어져 있는 수로 도시이며, 다른 자유도시들과 다르게 발리리아의 식민지가 아니라 도망 노예들과 망명자들이 세운 도시다. 때문에 노예제가 금지되어있다.
도시의 주된 수입원은 해상무역이며 로도스의 거상을 모티브로 한 거대한 거상과 보라색으로 칠한 군함으로 유명하다. 작중 세계에서 가장 부유하고 강력한 은행인 강철 은행(Iron bank)이 있는 곳.
모델은 당연히 베네치아. 망명자들이 만들었다던가, 산호 위에 수로를 중심으로 세워진 해상 도시라던가, 금융업과 조선업으로 유명하다던가, 가면 무도회라던가, 강한 해군력이라던가, 특유의 검술이라던가, 종교적으로 비교적 관대한 편이라던가 등 유사한 부분이 많다. 기후 등 암스테르담에서 따온 부분도 있다.

### 펜토스
아홉 자유도시 중 하나. 펜토스의 만에 위치해 있으며 킹스 랜딩에 제일 가깝다.
안달로스의 상당부분을 세력권에 두고 있다.

### 볼란티스
에소스 서부의 아홉 자유도시 중 하나로, 브라보스와 함께 가장 강력한 도시다. 영토면에서는 일단 제일 크다.
로인 강 하구에 세워진 발리리아의 첫번째 식민지. 그 때문에 자신들이 발리리아의 후예라고 자랑스러워하며, 오랜 연원을 자랑하는 의미에서 Old Volantis라고도 한다. 꽃과 분수의 도시라는 별명으로도 유명하다. 노예제에 강하게 의존하고 있으며 코끼리와 낙타를 가축으로 부리고 다닌다.
제국의 부활을 꿈꾸고 있었다는 점이나 전체적인 문화적인 묘사는 비잔틴 제국/콘스탄티노플하고 비슷한 점이 많다. 물론 볼란티스는 공화국이며 세력도 비교적 적지만. 그밖에 피렌체하고도 유사하다.

## 에소스 동부

### 도트락해
얼음과 불의 노래에 등장하는 평원 지역. 바다가 아니다. 그런데 빅타리온 그레이조이는 진짜 바다로 잠깐 착각했다.
에소스의 넓은 내륙지방이다. 자유도시들의 동쪽, 노예상의 만의 북쪽, 뼈의 산맥의 서쪽에 위치한다. 유목민, 기마 민족인 도트락인(Dothraki)의 고향이며 스텝과 평야로 이루어져 있다. 이들은 각 부족마다 대립하고 싸우며 주변의 도시와 왕국들을 약탈한다. 이 지역은 또한 유령의 땅, 거대한 폐허로 알려져 있다. 도트락인들이 정복한 나라들의 파괴된 도시들이 도처에 있기 때문이다.
평원에는 수백가지 종류의 풀이 자란다. 종종 두껍게, 사람보다 더 크게 자라는 종도 있으며 그것들이 모여 바다처럼 보이게 한다. 강들이 흐르나 얕고 종종 흐르는 방향이 바뀐다. 모래가 물보다 많다.
북쪽에는 이페퀘브론과 섬나라 이벤이 있고 남쪽에는 라자르 지역과 붉은 황야가 있다.

### 붉은 황무지
에소스의 도트락의 바다와 라자르 남쪽에 있는 지역. 노예상의 만 동쪽에 있고, 맨 밑에는 콰스가 있다.
덥고 메말라 사람이 살기 어려운 환경이며 폐허가 된 도시들이 몇몇 존재한다. 과거에는 수풀이 무성한 지역이었지만, 지금은 모종의 이유로 황야로 바뀌었다고 한다.
대너리스 타르가르옌 일당이 콰스에 도착할 때까지 고생한 지역이기도 하다. 여기서 도레아 등이 죽었다.
폐허가 된 도시들로 바에스 톨로로(Vaes Tolorro, 뼈들의 도시), 바에스 코사르(Vaes Qosar, 거미의 도시), 바에스 오르빅(Vaes Orvik , 채찍의 도시), 바에스 시로시(Vaes Shirosi, 전갈의 도시)가 있다. 전부 콰스인들이 거주하고 있다가 기후 변경으로 쇠락하면서 도트락인들이 파괴했거나 버려진 도시들이다.
타클라마칸 사막이 모델인듯.

### 콰스
붉은 황야의 최남단에 있는 에소스 동서간 무역의 중심지로 부유하고 강력한 항구도시. 상인의 도시, 도시들의 여왕이라는 별명을 가지고 있다.
세겹의 벽으로 보호받고 있는데 이 삼중벽은 로마스 롱스트라이더가 꼽은 9대 불가사의 중 하나이다.
이 곳의 사람들은 키가 크고 기후에 맞지 않게 피부가 창백할 정도로 희어서 도트락인들은 젖사람(Milk Man)이라고 부른다.

## 노예상의 만

### 아스타포르
원래도 노예상의 만의 노예 무역 중심지였다가 발리리아에게 점령당한 뒤 도로 독립했다. 특산품으로 노예병 무결병(Unsullied)들이 유명한 도시이다. 노예상의 만에서도 유독 노예들에게 가혹하다.
이곳의 지도자들은 "좋은 주인들"이라고 불린다.

### 윤카이
노예상의 만에 있는 도시. 노란 피라미드 때문에 황색 도시(Yellow City)라는 별명으로도 불린다. 성적인 기술을 연마한 노예로 유명하다.
이곳의 지도자들은 "현명한 주인들"이라고 불린다.

### 미린
노예상의 만에서 가장 큰 도시. 스카하자단 강과 맞닿아 있으며, 다수의 피라미드를 건축했다. 일부 상위 계층의 경우 피라미드에서 거주하기도 한다. 노예 무역이 번성했으며 노예를 화폐로 사용하기도 한다. 검투장이 유명하다.
이곳의 지도자들은 "위대한 주인들"이라고 불린다.

## 미방문지

### 아샤이, 섀도우랜드
얼음과 불의 노래에 나오는 에소스 극동 쉐도우랜드의 최남단에 있는 도시. 를로르교의 발원지로 보인다.
항구 도시 아샤이는 재의 강의 외곽에 위치해 있다. 기원은 알려져 있지 않고 아샤이 인들은 누가 도시를 건설했는지 신경쓰지 않으며 아샤이는 세계가 시작 할 때부터 도시는 서있었으며, 세계가 끝날 때까지 서있으리라 말한다.
건물들은 검은 돌로 만들어져서 미끄러운 감촉에 검으며 주변의 어둑한 횃불들로 인해 도시는 어둡고 우울해 보이는 외견이다. 인구는 크기에 비해 그리 많은 편은 아니다.
강 위에 세워졌지만 강물은 마법사들 외에는 먹을 수 없다. 강은 낮엔 어두우며 밤엔 녹빛으로 빛나고 헤엄치는 물고기들의 형태는 뒤틀려져 있다. 때문에 물과 음식을 비롯한 생필품은 주로 외부에서 수입해온다. 그리고 이상하게도 어린아이들이 없다고 한다.
중요한 신비로운 지식들을 보관하고 있다. 드래곤에 관한 이야기나, 를로르의 신도들에 의해 기록된 아조르 아하이 전설에 관한 고대의 책들을 소장중. 주술사, 공기의 마법사, 사악한 워록들이 아샤이에서 마법을 연구한다는 소문이 있다.
아샤이의 사람들은 이방인들에겐 음험한 이미지이다. 아샤이인들은 어둡고 근엄한 외견으로 묘사된다. 도트라키들은 그들을 그림자들의 자손이라 부르며 꺼림칙하게 여긴다.

### 여름 제도
여름 제도는 웨스테로스와 에소스 남쪽, 소토리오스 서쪽의 군도다. 큰 섬들과 작은 섬들의 모임이며, 이 섬들은 서쪽으론 일몰의 바다와 동쪽으론 여름의 바다를 분리하는 경계의 역할을 한다. 섬들이 모여 있어도 북반구의 섬들만 지도에 표시되어있고 탐험되지 않은 남반구는 지도에 표시가 되어 있지 않기 때문에 여름 군도 남쪽에 섬들이 더 있을지는 탐험되어야 알 수 있다. 전체적인 모델은 서아프리카, 폴리네시아로 보인다.
여기 살고 있는 사람들은 대부분 흑인들이다.

### 이티
얼음과 불의 노래 세계에 등장하는 대륙 에소스 극동에 위치한 제국, 수많은 황제와 황조가 있었으나 일반적으로 이 티(Yi Ti)라고 불린다.[1]
세계에서 가장 오래된 문명 중 하나이다. 수천의 신과 수백의 군주, 단 하나의 신황제에게 지배되는 땅이라 불린다. 이 제국을 지배하는 군주는 신황제(God Emperor)라고 불린다.
서쪽의 웨스테로스에서 아주 멀리 떨어진 극동에 있기에 코를리스 벨라리온과 로마스 롱스트라이더 등 일부 여행자들과 상인들을 제외하면 이 티를 여행한 자가 거의 없기에 웨스테로스에선 이 티는 반은 전설의 나라로서 취급 받는다. 얼음과 불의 노래의 세계에선 웨스테로스 다음으로 가장 영토가 넓은 나라다.
강력한 군세를 지녔으나 과거에 비하면 힘은 많이 쇠퇴하여 지배력이 약해져 있다고 한다. 특히 현재에는 황제의 권한이 매우 약해져 마치 전국시대 마냥 영주들이 권력 다툼을 하며 따로 노는 실정이라고. 현재 침공과 약탈, 내란이 계속되고 있어 웨스테로스만큼 암울한 상황인 것으로 보인다.
이름에서 유추되듯이 고대, 중세의 중국이 모델이다. 작가는 이 티는 얼음과 불의 노래 세계의 동방이며 현실의 중국의 역사에서 많은 영향을 받았다고 했다.

### 조고스 나이의 평원
이티 제국의 북부에 있으며 서쪽에는 은가이와 피흘리는 내해가 있다. 북부에는 전율해의 레비아탄 만.
조고스 나이들이 유목 생활을 하고 있으며 얼룩말들이 산다고 한다.

### 옥해
여름해 동쪽의 바다로, 에소스 동쪽 이 티 남쪽의 바다. 인도양과 남중국해가 모델로 보인다.
이 티 남쪽에 있으며, 서쪽 경계는 대 모라크 섬의 옥의 문 해협, 동쪽 경계는 쉐도우랜드의 사프론 해협이다.

### 허르쿤 세습령
에소스 동부 뼈의 산맥 동쪽에 있던 국가로, 현재는 멸망했지만 카야카야나야, 사미리아나, 바야사바드라는 도시들이 도시국가들로써 남아 있다.

### 다섯 요새 너머
얼음과 불의 노래의 에소스 극동 다섯 요새 너머의 미스터리한 지역. 웨스테로스에 알려진게 극히 적으며 사실상 전설에 가깝다.